# بريد الشرق (صحيفة)
بريد الشرق كانت صحيفة دعائية نُشرت في برلين في الفترة 1939-1944. ووُزِّعَت في العالم العربي بهدف تحسين العلاقات بين ألمانيا النازية والعرب، وذلك أن العرب بدؤوا يعون بنوايا بريطانيا وفرنسا لإنشاء دولة يهودية في منطقتهم، فكانت الدعاية النازية الموجهة لهم بأن قوى الحلفاء تطمع في المنطقة وتريد تأسيس حضور دائم لها عبر دولة صهيونية، على غرار حضورها الدائم في مناطق التجارة العالمية مثل جنوب أفريقيا وأستراليا.

## التاريخ والملف الشخصي
أُطلقَت بريد الشرق في تشرين الأول 1939. كان المقر الرئيس للصحيفة في برلين، وكان الناشر المؤسس هو خدمة اللغة الأجنبية لمؤسسة رايخ-روندفونك جيسلشافت، وهي مؤسسة البث النازية. منذ عام 1941، أصبحت مجلة بريد الشرق تصدر مباشرة عن وزارة الدعاية. وقد وُزِّعَت الصحيفة على الدول العربية والدول الأوروبية التي يعيش فيها المنفيون العرب.
وكان رئيس تحرير الصحيفة هو كمال الدين الجلال الذي كان يعمل في المركز الثقافي الإسلامي في برلين. وكان من بين المساهمين شكيب أرسلان عبد الرشيد إبراهيم الذين خشيوا من التقهقهر العربي إن نجحت الفكرة الصهيونية. وكان أحد أهدافها الترويج لأمين الحسيني مفتي القدس، باعتباره زعيم العرب ودعمه في مسعاه لإيقاف الهجرة اليهودية لفلسطين. وقد نشرت في كثير من الأحيان خطابات أدولف هتلر وأمين الحسيني ومقالات عن أيديولوجية النازية وكذلك عن الطموحات الاستعمارية للولايات المتحدة والمملكة المتحدة والاتحاد السوفييتي في الدول العربية. في عام 1943 بلغ توزيع مجلة بريد الشرق حوالي 5000 نسخة. تم طيها في عام 1944.
تُورشف أعداد بريد الشرق في المكتبة الوطنية الألمانية في لايبزيغ ومكتبة ولاية برلين.